# Theodor Fuendeling

Theodor Fuendeling, Buchhändler und Verleger

Theodor Fuendeling (* 10. November 1852 in Hildesheim; † 23. Juni 1919 in Hameln) war ein Buchhändler und Verleger in Hameln. Er war maßgeblich beteiligt an der Gründung des Buchhändler-Verbands Hannover-Braunschweig (Zusammenschluss der Buchhändler und Verleger im Raum des heutigen Niedersachsen). Dabei handelt es sich um den Vorläufer des heutigen Börsenvereins des Deutschen Buchhandels – Landesverband Niedersachsen-Bremen, der seit dem 26. April 2015 mit dem Landesverband der Region Norddeutschland zum Landesverband Nord e.V. verschmolzen ist.

## Leben
Fuendeling wuchs als jüngster Sohn des Pastors und Gymnasiallehrers Friedrich Fuendeling († 1854) in Hildesheim auf. Dort besuchte er von 1858 bis 1870 das Gymnasium. Durch einen Mitschüler, der bereits Buchhandelsgehilfe war, kam der Kontakt zur Finckeschen Buchhandlung in Hildesheim zustande, wo Fuendeling bald regelmäßig aushalf. Der Inhaber der Finckeschen Buchhandlung, G[otthilf]. F[riedrich]. Schmidt, laut Fuendeling ein weitläufiger Verwandter, überzeugte ihn davon, die Buchhandelslaufbahn einzuschlagen und als Lehrling in seine Buchhandlung einzutreten.
Ostern 1870 begann er die Lehre zum Buchhandelsgehilfen und beendete die Ausbildung im Dezember 1872. Ostern 1873 wechselte er auf Vermittlung eines aus Hildesheim stammenden Buchhandelsgehilfen zur Buchhandlung von Ludwig Schmidt in Freiburg im Breisgau. Nach eigener Aussage lernte er hier besonders das akademische Publikum kennen – Studenten und Gelehrte –  und stieg zum ersten Gehilfen auf.
1874 kehrte Fuendeling nach Hildesheim zurück, um den einjährigen Militärdienst abzuleisten. Nach dem Selbstmord  seines früheren Lehrherrn [2. Mai 1875] – eines Freundes seines militärischen Dienstvorgesetzten – wurde er allerdings regelmäßig vom Dienst befreit, um die Witwe Schmidt bei der Führung der Finckeschen Buchhandlung zu unterstützen. Die schließlich im Herbst 1875 angebotene Übernahme der Buchhandlung lehnte er jedoch wegen der „daran geknüpften Bedingungen, die in mein persönliches Wollen tief einschnitten“ ab.
Stattdessen wechselte er zur Buchhandlung Gustav Elkan nach Harburg, wo er das Verlagsgeschäft kennenlernte. Im April 1876 wechselte er nach Stuttgart in die Jul. Weisesche Hofbuchhandlung. Der Inhaber war durch seinen Onkel, den Freiburger Buchhändler Ludwig Schmidt, auf Fuendeling aufmerksam geworden. Seine Tätigkeit dort brachte ihn erneut in Kontakt mit Wissenschaftskreisen und machte häufige Reisen, unter anderem nach Leipzig, erforderlich. In Folge der schweren Erkrankung des Inhabers der Weiseschen Hofbuchhandlung schied Fuendeling 1879 aus dem Unternehmen aus, um sich selbständig zu machen.

## Wirken im Buchhändler-Verband

### Treibende Kraft bei der Verbandsgründung
1879 hatte Theodor Fuendeling sich als Buchhändler selbständig gemacht. Wenige Jahre später begann er, unter Buchhändlern und Verlegern intensiv für die Gründung eines Regionalverbandes in der Provinz Hannover und den benachbarten Ländern Braunschweig, Lippe und Waldeck zu werben. Am 26. August 1883 schließlich war es so weit.
Dass Fuendeling hierbei die treibende Kraft war, wurde in der Festschrift zum 25-jährigen Bestehen des Verbands ausdrücklich betont: „Es ist das Verdienst unseres Hamelner Kollegen Theodor Fuendeling, durch sein temperamentvolles Eintreten für die Vereinigung den ‚etwas schwerfälligen Charakter der Niedersachsen‘ […] besiegt zu haben. Der erste Versuch im Jahr 1882 schlug fehl. Erst 1883, als der unermüdliche Anreger die Unterstützung Emil Kallmeyers […] und anderer einflußreicher Kollegen gewonnen hatte, kam die Gründung eines Buchhändlervereins für Niedersachsen […] zustande.“

Offener Brief des Landesvorstands an Reichskanzler Graf v. Caprivi

### Ehrenämter im Verband der Buchhändler und Verleger
Fuendeling wurde als Erster Schriftführer in den Vorstand gewählt. Dieses Amt hatte er unter verschiedenen Verbandsvorsitzenden von 1883 bis 1908 inne, und er war in dieser Eigenschaft auch der Hauptansprechpartner in Angelegenheiten des Verbands. Dies brachte ihm den Ruf als eigentlicher Leiter des Verbandes ein.
Dem Wahlausschuss des Börsenvereins gehörte Fuendeling sechs Jahre lang an (1893–1898), zuletzt als Vorsitzender. Er gehörte damit zu den Personen, die maßgeblichen Einfluss auf die Besetzung von Vorstands- und anderen Verbandspositionen hatten.
1894 gehörte er im Auftrag des Landesverbands zu den Unterzeichnern eines offenen Briefes an Reichskanzler Graf v. Caprivi bezüglich einer geplanten Gesetzesnovelle zum Kolportage-Buchhandel.

## Selbstständiger Buchhändler in Hameln
Zunächst geführte Übernahmeverhandlungen mit Elkan in Harburg scheiterten wegen zu ungünstiger Konditionen. Schließlich kaufte er Ende 1879 die Buchhandlung Schmidt & Suckert in Hameln, die ursprünglich als Filiale von seinem Hildesheimer Lehrherrn Schmidt gegründet worden war. Der Jahresumsatz betrug 20.000 Mark und wurde hauptsächlich mit dem Vertrieb des „Hannoverschen Kuriers“ und einiger Zeitschriften erzielt. Den Kaufpreis von 18.000 Mark bezahlte Fuendeling mit einer Anzahlung von 3.000 Mark („ohne eigenes Vermögen, mit von Freunden geliehenem Gelde“). Der Rest wurde in jährlichen Raten von 1.500 Mark getilgt. 1881 heiratete er Charlotte Kaufmann. 1884 wurde das Geschäft in die Osterstraße verlegt. Fuendeling folgte damit einem Umzug der Post. 1885 erfolgte die Gründung einer Filiale in Rinteln.
Fuendeling galt seinen Zeitgenossen als geschäftstüchtiger Buchhändler, der sich intensiv persönlich um seine Kunden kümmerte und das „vernachlässigte“ Schulbuchgeschäft wieder ausbaute. Nach 32 Jahren als selbstständiger Buchhändler und Verleger verkaufte er sein Geschäft 1911 „aus Gesundheitsrücksichten“ an den Buchhändler Hermann Paul Ehrich aus Genthin. Am 23. Juni 1919 starb er.

## Verlag Theodor Fuendeling

Publikationen aus dem Theodor Fuendeling Verlag, 1911 und 1914

Der bald nach Kauf der Buchhandlung gegründete „Theodor Fuendeling Verlag“ publizierte unter anderem Adressbücher, amtliche Schriften, Regionalia und Liederbücher für den Schulgebrauch.

## Vielfältiges ehrenamtliches Engagement

Vom Rattenfänger und Heimathsklänge, von Adolf Brecht und Theodor Fuendeling, Hameln 1884

Fuendeling zeigte nach zeitgenössischer Aussage intensives Interesse für „alle Dinge des öffentlichen Lebens“. So war er mehrfach an der Organisation großer Stadtfeste beteiligt (Rattenfängerfest 1884, erstes Verbandsfest des Akademischen Turnerbundes 1901, 100-Jahr-Feier zu Ehren Schillers 1905) und war Mitgründer des Wesergebirgsvereins, Vorstandsmitglied in verschiedenen Kriegervereinen, des (Hamelner) Verschönerungsvereins, Geschäftsführer des städtischen Verkehrsausschusses und des Verkehrsvereins; er war Schriftführer und Schatzmeister im Vaterländischen Frauenverein und war bei Kriegshilfe, Verwundetenfürsorge aktiv.
Auch als Ruheständler blieb sein soziales Engagement groß. So erwähnte der Landrat des Kreises Hameln in seinem Nachruf, dass er sich nach Ausbruch des Ersten Weltkrieges besonders um die Linderung der Kriegsnöte bei „den Kranken, den wirtschaftlich Schwachen und sonst Hilfsbedürftigen“ verdient gemacht habe. Bei seinem Tod genoss er wegen seines vielfältigen Engagements hohes Ansehen: „Hochgeschätzt bei Arm und Reich, Hoch und Niedrig, allzeit hilfsbereit und von edler Herzensgüte hat [Fuendeling] lange Jahre in Stadt und Land auf dem Gebiete der sozialen Fürsorge und der freiwilligen Liebestätigkeit in vorderster Linie gestanden.“

## Theodor Fuendeling-Kulturpreis
Der Landesverband Nord des Börsenvereins des Deutschen Buchhandels vergibt seit dem Jahre 2013 einen Kulturpreis, der nach Theodor Fuendeling benannt ist. Erster Preisträger ist Christian Pfeiffer als Leiter des Kriminologischen Forschungsinstituts Niedersachsen. Preisträger des Jahres 2014 ist der Bremer Ex-Fußballprofi Marco Bode. Der Preisträger 2015 ist Georg Ruppelt, Direktor der Gottfried Wilhelm Leibniz Bibliothek in Hannover. Er „erhält den Preis in Würdigung seiner Verdienste um die Buchkultur und sein soziales Engagement“, insbesondere für seine Mitwirkung bei Gründung und Unterhaltung der Akademie für Leseförderung.
|      | Träger der Theodor-Fuendeling-Plakette |
| ---- | -------------------------------------- |
| 2013 | Christian Pfeiffer, Hannover           |
| 2014 | Marco Bode, Bremen                     |
| 2015 | Georg Ruppelt, Hannover                |